# Мотренко Тимофій Валентинович
Тимофі́й Валенти́нович Мотре́нко (*22 листопада 1948, Вінниця, Україна) — начальник Головного управління державної служби України (2003–2011 рр.); доктор філософських наук, професор; до 2011 р. — голова редакційної колегії журналу «Вісник державної служби України», голова Експертної ради Вищої атестаційної комісії України у галузі науки «Державне управління»; член наглядових рад низки провідних ВНЗ України; член спеціалізованих вчених рад Д 26.001.27 та Д 26.001.28 Київського національного університету імені Тараса Шевченка; член опікунської ради Європейського університету; дійсний член (академік) НАПН України.

Протягом 1999–2001 рр. — голова партії «Міжрегіональний блок реформ», у 2001-2003 роках — член Народно-демократичної партії.

Тимофій Мотренко був заступником Голови Координаційної ради з питань державної служби при Президентові України, членом Національної ради з питань державного управління та місцевого самоврядування, членом Міжвідомчої комісії Ради національної безпеки і оборони України з комплексного вирішення проблем у сфері боротьби з корупцією, заступником Голови Національної ради з питань молодіжної політики при Президентові України.

## Освіта
У 1987 році закінчив філософський факультет Київського державного університету ім. Т. Г. Шевченка за спеціальністю «філософія», отримавши кваліфікацію філософа, викладача філософських дисциплін. У 1998 році закінчив Вінницьку філію Тернопільської академії народного господарства за спеціальністю «фінанси і кредит», отримавши фах економіста.

## Біографічні дані
У 1966—1981 роках Тимофій Мотренко працював учнем токаря, потім — токарем на Вінницькому електротехнічному та агрегатному заводах, а також токарем на Вінницькому радіоламповому заводі. 
У 1981—1985 роках — соціологом, старшим соціологом на Вінницькому радіоламповому заводі.
З 1985 року працював заступником уповноваженого Ради у справах релігій при Раді Міністрів УРСР у Вінницькій області, на партійних та адміністративних посадах, суміщаючи цю роботу з викладацькою у Вінницькому державному педагогічному інституті.
З 1991 року працює старшим викладачем, а згодом доцентом кафедри світової та вітчизняної культури Вінницького державного педагогічного інституту. 
У 1994 році обраний депутатом Вінницької обласної ради — головою постійної комісії обласної ради. З 1996 року працював заступником голови Вінницької обласної державної адміністрації із соціальних питань.
З 1999 року — заступник Міністра Кабінету Міністрів України, у 2000 році призначений заступником Урядового секретаря Кабінету Міністрів України. 
2001—2003 роки — заступник Державного секретаря Кабінету Міністрів України, з липня 2003 року — заступник Міністра Кабінету Міністрів України.
1 жовтня 2003 року Указом Президента України призначений Начальником Головного управління державної служби України. 
3 серпня 2011 року, у зв'язку з виходом на пенсію, звільнений з посади Начальника Головного управління державної служби України.
Станом на 2017 рік працює в Інституті законодавства Верховної Ради України.

## Нагороди
У 1998 році Указом Президента України нагороджений орденом «За заслуги» III ступеня, у 2000 році — Почесною Грамотою Кабінету Міністрів України з врученням пам'ятного знаку, у 2001 році — подякою Кабінету Міністрів України, у 2003 році  — відзнакою Головдержслужби України — нагрудним знаком «Державна служба України — За сумлінну працю», знаком «Відмінник освіти України», у 2003 році Указом Президента України присвоєно почесне звання «Заслужений працівник освіти України», у 2007 р. нагороджений орденом «За заслуги» ІІ ступеня; у 2009 р. — орденом «За заслуги» І ступеня.

## Інтерв'ю
- Інтерв'ю Тимофія Мотренка «Профілю» № 15 (84) від 18.04.2009 [Архівовано 25 квітня 2009 у Wayback Machine.]
- Інтерв'ю Тимофія Мотренка «Дзеркалу тижня» № 20 (599) від 27.05 — 2.06.2006 [Архівовано 14 березня 2009 у Wayback Machine.]